# Titus Aurelius Fulvus (Konsul 89)
Titus Aurelius Fulvus war ein römischer Senator des späten 1. Jahrhunderts n. Chr. und Vater des späteren römischen Kaisers Antoninus Pius.
Die Familie des Fulvus stammte aus Nemausus (Nîmes) im südlichen Gallien. Über Fulvus’ senatorische Laufbahn ist wenig bekannt; er war ordentlicher Konsul des Jahres 89, vier Jahre nach dem zweiten Konsulat seines gleichnamigen Vaters. Bald darauf muss er gestorben sein, da sein 86 geborener Sohn Titus Aurelius Fulvus Boionius Arrius Antoninus, der spätere Kaiser Antoninus Pius, bei seinen Großvätern aufgewachsen sein soll. Fulvus war verheiratet mit Arria Fadilla, die nach seinem Tod Publius Iulius Lupus (Konsul des Jahres 98) heiratete.